# Fritadeira de ar
A fritadeira de ar (português brasileiro) ou fritadeira sem óleo (português europeu) (em inglês air fryer), é um eletrodoméstico culinário usado para fritura de alimentos com uso de ar quente; é semelhante a fritadeira tradicional que usa óleo, mas não utiliza a imersão em gorduras para a cocção dos alimentos.

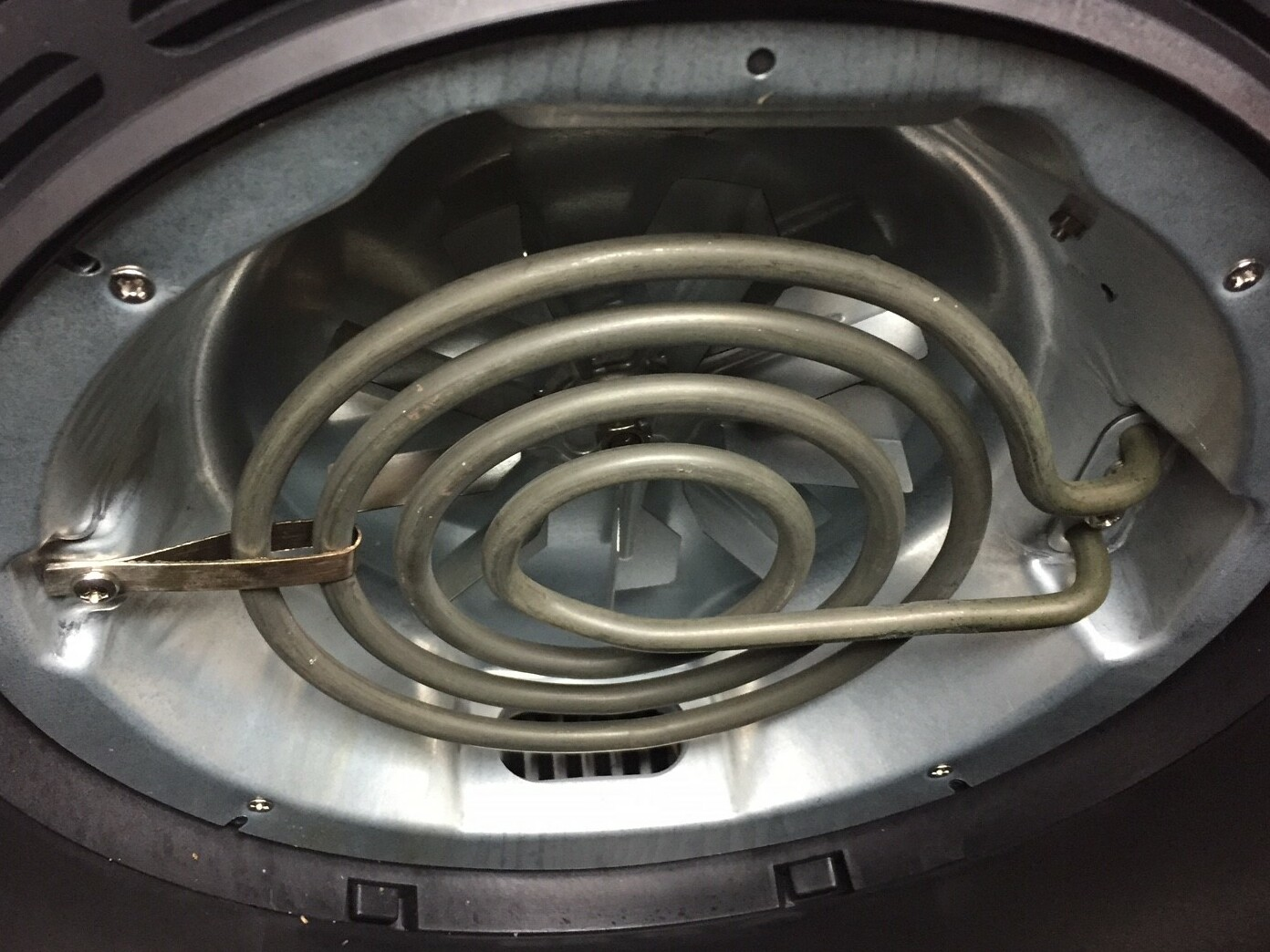
Interior de uma fritadeira de ar

A fritadeira sem óleo é semelhante a um miniforno de convecção rápida, com resultados semelhantes aos de alimentos fritos utilizando óleo.
Aerofritar é a técnica de cocção/cozedura que utiliza ar quente para cozinhar qualquer tipo de alimento; é possível preparar qualquer tipo de carne, frutos do mar, legumes, alimento congelados, petiscos, bolos e muitos outros. Mas, para preparar cada tipo de alimento na fritadeira é necessário uma temperatura e tempo exato para obter o melhor resultado final.

## História
Em 1989, a fritadeira que usa o ar foi criada pelo americano Chad Erickson, com o objetivo de cozer um alimento de forma mais saudável, mantendo suas qualidades nutricionais.
Mas existe alguma controvérsia sobre a origem da fritadeira de ar, mas muitos relatos afirmam que Chad Erickson, um inventor autodidata, criou um protótipo em 1989 usando uma panela de cozinha comum e um ventilador. Sua invenção inicial, chamada de "Airfryer", usava ar quente circulante para cozinhar alimentos sem a necessidade de óleo, tornando-a uma opção mais saudável para fritar alimentos. Embora a fritadeira de ar da Erickson não tenha sido um grande sucesso comercialmente, ela ajudou a pavimentar o caminho para outras empresas que aperfeiçoaram a tecnologia e criaram fritadeiras de ar mais eficientes e práticas para uso doméstico.
Entre as empresas que desenvolveram a tecnologia de fritadeira de ar, destaca-se a TurboChef Technologies, que patenteou a tecnologia em 1999 para uso em restaurantes, e a Philips Electronics, que lançou a primeira air fryer doméstica em 2010. Desde então, a popularidade da air fryer tem crescido rapidamente, tornando-se um item de cozinha popular em todo o mundo.

## Funcionamento
A fritadeira sem óleo tem as funções de fritar, grelhar e assar utilizando ar quente em alta velocidade sem o uso de óleo, chegando em média a 200ºC, como se fosse um miniforno de convecção rápida, onde o alimento é cozido usando sua própria umidade interna dispensando o uso de óleo, mantendo assim o sabor e as propriedades dos ingredientes.
É usada uma resistência elétrica, semelhante ao forno elétrico e chuveiro elétrico, que vai produzir calor e altas temperaturas. O que difere na fritadeira é a maneira como o equipamento funciona, uma ventoinha interna circula o ar com uma velocidade bem grande que passa pelo alimento para frita-lo, propiciando também o efeito crocante.

## Benefícios
Dentre os benefícios de usar uma fritadeira de ar estão:
- preservação de nutrientes e matéria prima;

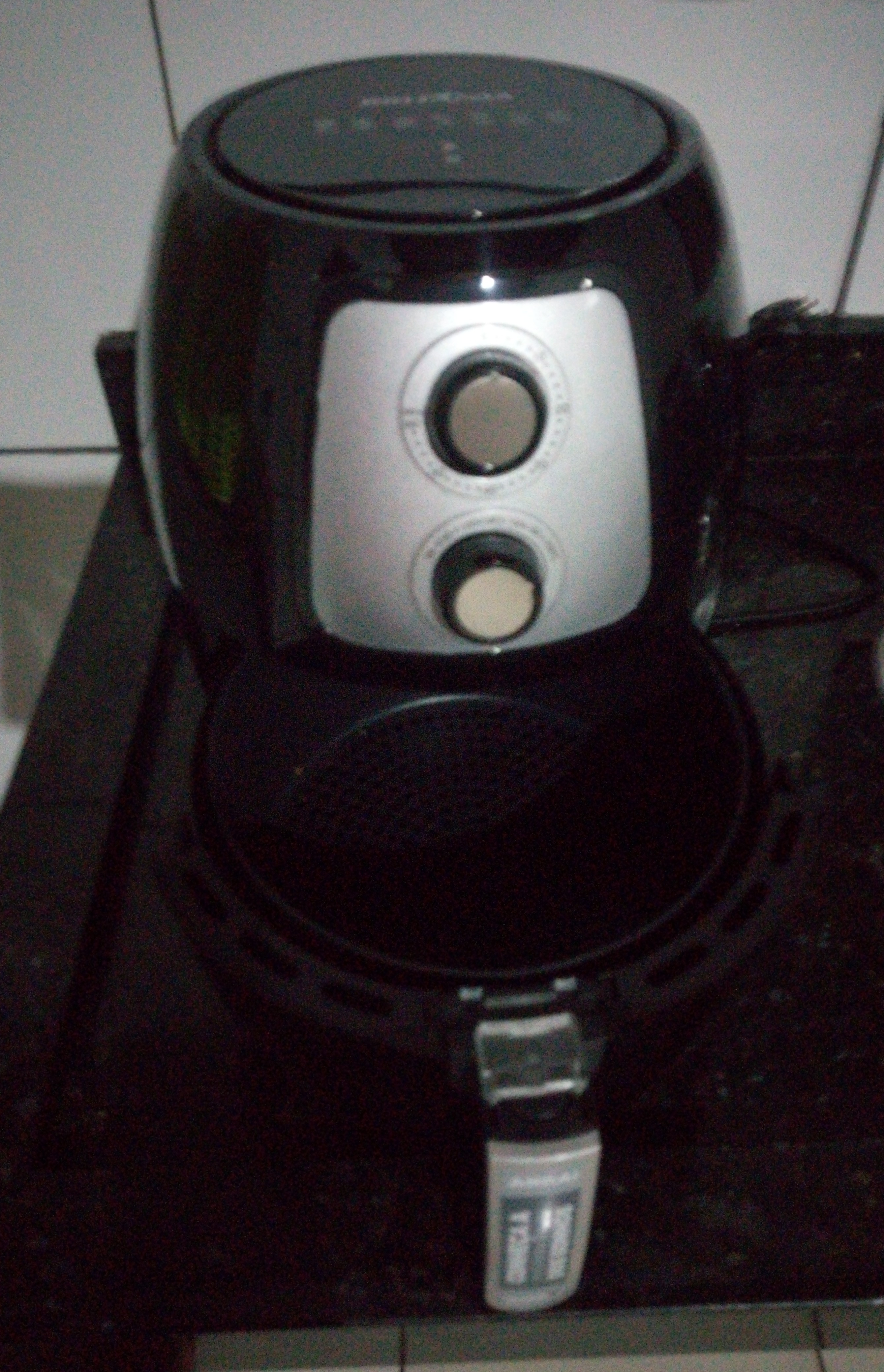
Uma fritadeira de ar

- sabor e aparência diferenciados;
- cozimento uniforme;
- menos gordura.[3]